# Code of Honor 2: Conspiracy Island
Code of Honor 2: Conspiracy Island (русское название — «Code of Honor 2: Засекреченный остров»), — компьютерная игра в жанре шутер от первого лица, разработанная и изданная компанией CITY Interactive. В России и странах СНГ игра была издана 15 августа 2008 года компанией Новый Диск.

## Сюжет
Игра повествует о Королевском острове, бывшей французской колонии, знаменитой самыми жуткими тюрьмами. Тюрьмы закрыли, когда во второй половине XX века здесь построили фабрику, которая со временем стала секретной лабораторией с ядерным реактором внутри. С целью нанести удар по секретной базе, террористы во главе с генералом Мендозой прибывают на остров.
Правительство отправляет для противостояния им отряд специального назначения иностранного легиона, чья задача — уничтожить террористов и нейтрализовать Мендозу.